# Recopa d'Europa de futbol 1973-74
La Recopa d'Europa de futbol 1973-74 fou la catorzena edició de la Recopa d'Europa de futbol. La final fou guanyada pel FC Magdeburg davant del AC Milan, el campió vigent. El conjunt italià es convertí en el tercer equip (després de l'ACF Fiorentina i l'Atlètic de Madrid) que perdia la final de la Recopa un any després d'haver guanyat aquest títol.

## Primera ronda
| Equip 1                     | Global | Equip 2                    | Anada | Tornada |
| --------------------------- | ------ | -------------------------- | ----- | ------- |
| Vasas SC                    | 0-3    | Sunderland AFC             | 0-2   | 0-1     |
| Cardiff City FC             | 1-2    | Sporting Clube de Portugal | 0-0   | 1-2     |
| RSC Anderlecht              | 3-3(c) | FC Zürich                  | 3-2   | 0-1     |
| Pezoporikós Ómilos Làrnakas | 0-11   | Malmö FF                   | 0-0   | 0-11    |
| Baník Ostrava               | 3-1    | Cork Hibernians            | 1-0   | 2-1     |
| NAC Breda                   | 0-2    | 1. FC Magdeburg            | 0-0   | 0-2     |
| PFC Beroe Stara Zagora      | 11-1   | CS Fola Esch               | 7-0   | 4-1     |
| FC Torpedo Moscou           | 0-2    | Athletic Club              | 0-0   | 0-2     |
| AC Milan                    | 4-1    | NK Dinamo de Zagreb        | 3-1   | 1-0     |
| Randers FC                  | 1-2    | SK Rapid Wien              | 0-0   | 1-2     |
| Lahden Reipas               | 0-2    | Olympique de Lió           | 0-0   | 0-2     |
| Legia Varsòvia              | 1-2    | PAOK FC                    | 1-1   | 0-1     |
| Gzira United                | 0-9    | SK Brann                   | 0-2   | 0-7     |
| Chimia Râmnicu Vâlcea       | 2-4    | Glentoran FC               | 2-2   | 0-2     |
| ÍB Vestmannaeyja            | 1-16   | Borussia Mönchengladbach   | 0-7   | 1-9     |
| Ankaragücü                  | 0-6    | Rangers FC                 | 0-2   | 0-4     |

## Segona ronda
| Equip 1                  | Global | Equip 2                    | Anada | Tornada |
| ------------------------ | ------ | -------------------------- | ----- | ------- |
| Sunderland AFC           | 2-3    | Sporting Clube de Portugal | 2-1   | 0-2     |
| FC Zürich                | 1(c)-1 | Malmö FF                   | 0-0   | 1-1     |
| Baník Ostrava            | 2-3    | 1. FC Magdeburg            | 2-0   | 0-3     |
| PFC Beroe Stara Zagora   | 3-1    | Athletic Club              | 3-0   | 0-1     |
| AC Milan                 | 2-0    | SK Rapid Wien              | 0-0   | 2-0     |
| Olympique de Lió         | 3-7    | PAOK FC                    | 3-3   | 0-4     |
| SK Brann                 | 2-4    | Glentoran FC               | 1-1   | 1-3     |
| Borussia Mönchengladbach | 5-3    | Rangers FC                 | 3-0   | 2-3     |

## Quarts de final
| Equip 1                    | Global | Equip 2                  | Anada | Tornada |
| -------------------------- | ------ | ------------------------ | ----- | ------- |
| Sporting Clube de Portugal | 4-1    | FC Zürich                | 3-0   | 1-1     |
| 1. FC Magdeburg            | 3-1    | PFC Beroe Stara Zagora   | 2-0   | 1-1     |
| AC Milan                   | 5-2    | PAOK FC                  | 3-0   | 2-2     |
| Glentoran FC               | 0-7    | Borussia Mönchengladbach | 0-2   | 0-5     |

## Semifinals
| Equip 1                    | Global | Equip 2                  | Anada | Tornada |
| -------------------------- | ------ | ------------------------ | ----- | ------- |
| Sporting Clube de Portugal | 2-3    | 1. FC Magdeburg          | 1-1   | 1-2     |
| AC Milan                   | 2-1    | Borussia Mönchengladbach | 2-0   | 0-1     |

## Final
La final es disputà per tercera vegada a De Kuip, l'estadi del Feyenoord. Davant prop de 5.000 espectadors (majoritàriament seguidors italians) el Magdeburg es convertí en el primer equip de la RDA que guanyava una de les competicions organitzades per la UEFA.
| FC Magdeburg                     | 2 – 0 | AC Milan |
| -------------------------------- | ----- | -------- |
| Lanzi (autogol) 42' · Seguin 74' |       |          |

| Guanyador de la Recopa d'Europa 1973-74 |
| --------------------------------------- |
| 1. FC Magdeburg Primer títol            |